# Jacques de Bauffremont
Pour les articles homonymes, voir Maison de Bauffremont.
Jacques de Bauffremont, 8e duc de Bauffremont et 10e prince de Marnay, prince de Carency, né le 6 février 1922 à Paris et mort le 9 janvier 2020 à Versailles, est un aristocrate français.
Élu président de l'Institut de la maison de Bourbon en 1976, il exerce cette charge jusqu'en 2009. À cette date, il devient président émérite de l'association, tandis que son fils, Charles-Emmanuel de Bauffremont, lui succède à la tête de l'institut.

## Famille
Le duc de Bauffremont est le dernier enfant de Théodore de Bauffremont (1879-1945), prince-duc de Bauffremont-Courtenay, et de son épouse, Thérèse Chevrier (1877-1959).
Par son père, mais en ligne féminine, il est l'arrière-petit-fils de l'infante espagnole Louise-Thérèse d'Espagne, duchesse de Sessa. Il est donc un descendant de Charles IV, roi  d'Espagne (1788-1808).

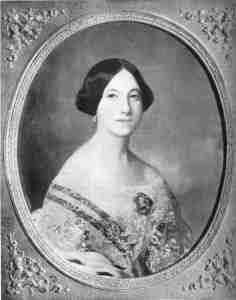
L’infante d’Espagne Louise-Thérèse (1824-1900) ; ancêtre n° 11 dans la numérotation de Sosa-Stradonitz.
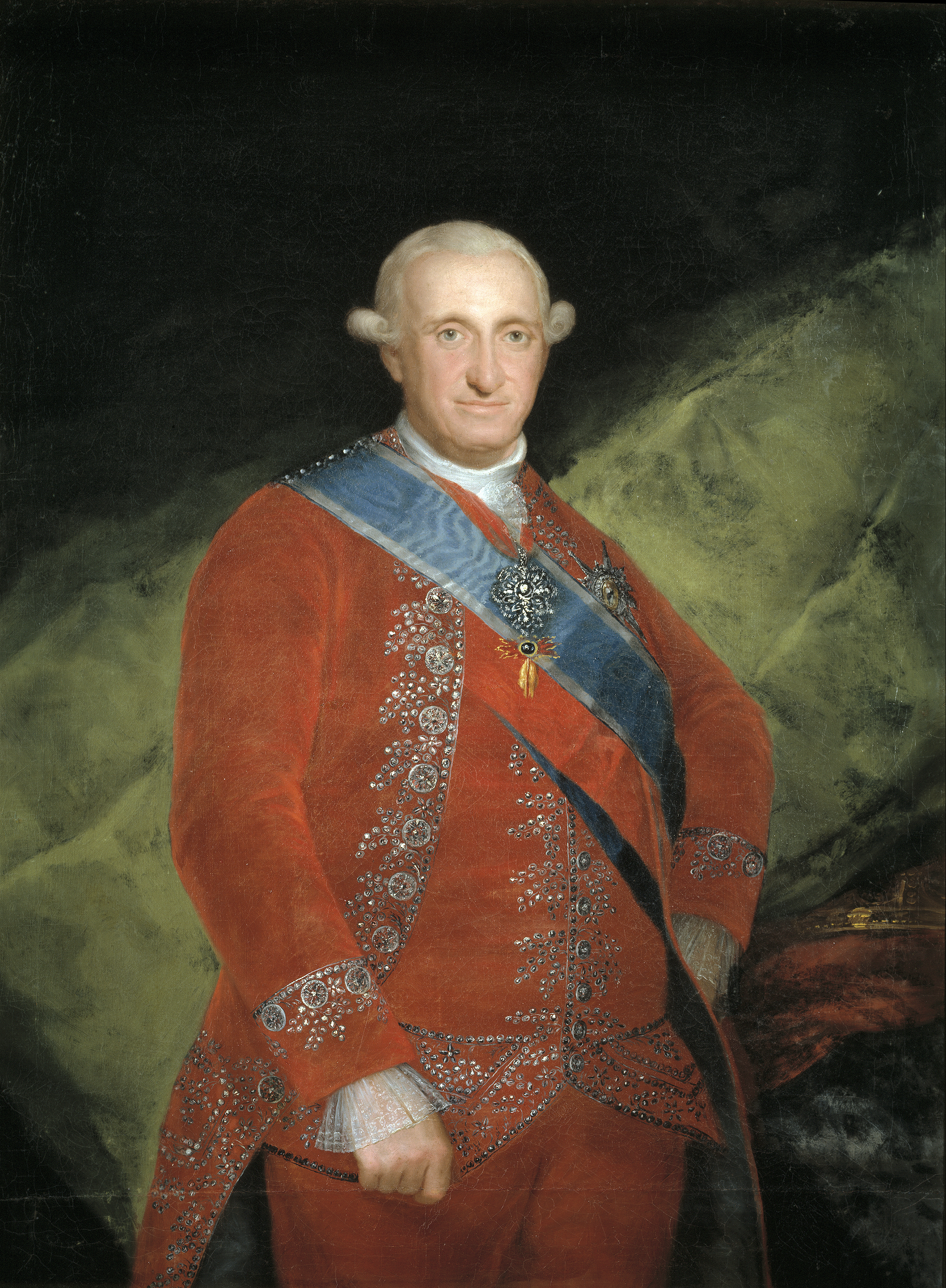
Charles IV, roi d’Espagne ; ancêtre n° 44 dans la numérotation de Sosa-Stradonitz.
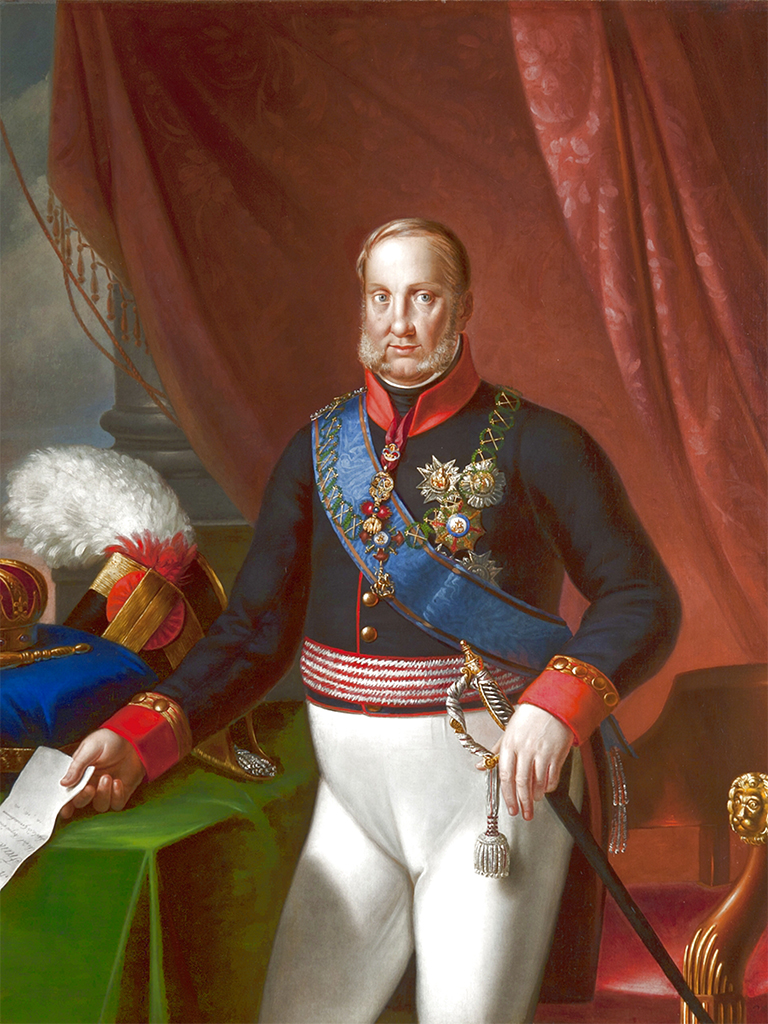
François Ier, roi des Deux-Siciles ; ancêtre n° 46 dans la numérotation de Sosa-Stradonitz.

Le 15 juillet 1943, Jacques de Bauffremont épouse, en l'église Saint-Louis-des-Invalides, à Paris, Sybille de Chabannes (1922-2005), elle-même fille de Gabriel de Chabannes et de Mahaut de Béthune-Sully (V. Maison de Béthune).
De ce mariage, naissent quatre enfants : 
- Isabelle (née en 1944), qui épouse, en 1968, le comte Louis Mériadec de Rohan-Chabot ;

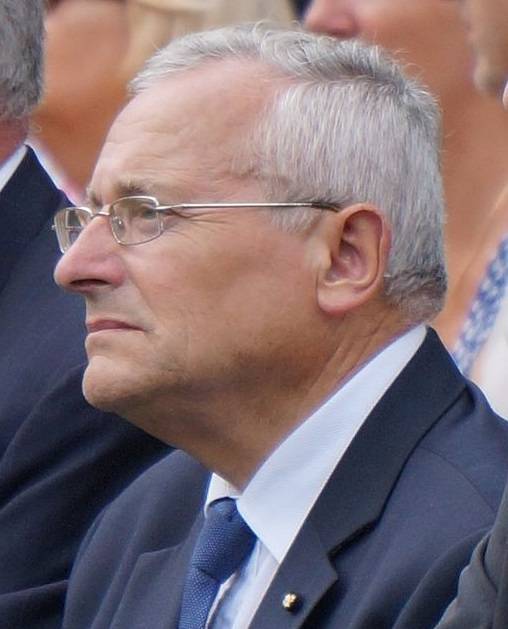
Charles-Emmanuel (né en 1946).

- Charles-Emmanuel (né en 1946), prince de Bauffremont, qui épouse, en 1971, Blanche de Chabannes (née en 1947, morte en 2019) ;
- Éliane (née en 1947), épouse Jean-François, marquis de Pontac ;
- Laurence (née en 1965), épouse Guillaume, comte de Chabot (V. Maison de Chabot) (né en 1952).

À travers sa fille aînée, Isabelle, le duc de Bauffremont est par ailleurs le grand-père de Marie-Liesse de Rohan-Chabot (née en 1969), elle-même épouse d'Eudes d'Orléans (1968), duc d'Angoulême. Or, celui-ci est frère  du prétendant orléaniste à la couronne de France, Jean d'Orléans, comte de Paris.

## Rôle public
Le duc de Bauffremont est le président fondateur de l’Institut de la maison de Bourbon (IMB), et il fut, en tant que tel, un chef du légitimisme en France. Il est ainsi l'un des soutiens du prétendant légitimiste au trône de France, Louis de Bourbon (1974), duc d'Anjou. Ce rôle lui a d'ailleurs été confié le 28 mars 1946 par Jacques Henri de Bourbon (1908-1975), prétendant des légitimistes à cette époque. Il reste le président émérite de cet Institut, son fils, Charles-Emmanuel de Bauffremont-Courtenay lui ayant succédé au poste de président le 28 février 2009.
En tant que président du Mémorial de France à Saint-Denys, il a reçu la charge de faire authentifier le cœur de l'enfant du Temple. Après des analyses scientifiques, celui-ci a été reconnu comme étant bien celui de Louis XVII. Le 8 juin 2004, Jacques de Bauffremont a procédé à la déposition officielle de ce cœur dans la chapelle des Bourbons, dans la basilique de Saint-Denis.

## La querelle dynastique
Jacques de Bauffremont est invité avec son épouse au mariage d’Alphonse de Bourbon et de Carmen Martinez-Bordiú au Palais Royal du Pardo en 1972.
La querelle dynastique entre la maison de Bourbon et celle d'Orléans a eu des retentissements dans le milieu monarchiste français en juin 1999, lorsque l'une des petites-filles de Jacques de Bauffremont, Marie-Liesse de Rohan-Chabot, a épousé Eudes d'Orléans, duc d'Angoulême, fils du comte de Clermont.
Le différend est si important entre les partisans des Bourbons et ceux des Orléans que Jacques de Bauffremont ne pouvait assister au mariage de sa petite-fille en même temps que le grand-père du futur époux, c'est-à-dire le comte de Paris, prétendant orléaniste au trône de France. Il a donc été décidé d’inviter le comte de Paris au mariage civil, et le duc de Bauffremont à la cérémonie religieuse. Cet arrangement s'est toutefois révélé inutile puisque le comte de Paris est mort le jour des noces civiles.

## Ouvrage
- Souvenirs, Paris, octobre 2012. Voir : Souvenirs - mémoires du Duc de Bauffremont (sur Royauté-News).

## Décorations et distinctions
France
- Chevalier de l'ordre des Arts et des Lettres (30/08/1971) ;
- Chevalier de l'ordre du Mérite agricole (5/02/1976) ;

 Légitimisme
- Chevalier de l'ordre du Saint-Esprit (nommé par le prétendant légitimiste Jacques-Henri de Bourbon, duc d'Anjou et de Ségovie)[9].

 Royaume d'Espagne
- Chevalier de l’ordre de la Toison d’or (nommé par le même prince en qualité de prétendant carliste au trône d'Espagne)[10].

 Royaume des Deux-Siciles
- Bailli grand-croix de justice de l'ordre sacré et militaire constantinien de Saint-Georges, ordre dynastique décerné par les deux prétendants rivaux au trône du royaume des Deux-Siciles (1976)

## Quartiers
|  |                                                                                                   |  |  |  |  |  |  |  |  |  |  |  |  |  |  |  |
|  | 16. Théodore de Bauffremont-Courtenay (1793-1852)                                                 |  |  |  |  |  |  |  |  |  |  |  |  |  |  |  |
|  |                                                                                                   |  |  |  |  |  |  |  |  |  |  |  |  |  |  |  |
|  |                                                                                                   |  |  |  |  |  |  |  |  |  |  |  |  |  |  |  |
|  | 8. Gontran de Bauffremont (1822-1897) 5e duc de Bauffremont                                       |  |  |  |  |  |  |  |  |  |  |  |  |  |  |  |
|  |                                                                                                   |  |  |  |  |  |  |  |  |  |  |  |  |  |  |  |
|  |                                                                                                   |  |  |  |  |  |  |  |  |  |  |  |  |  |  |  |
|  | 17. Anne Élizabeth Laurence de Montmorency (1802-1860)                                            |  |  |  |  |  |  |  |  |  |  |  |  |  |  |  |
|  |                                                                                                   |  |  |  |  |  |  |  |  |  |  |  |  |  |  |  |
|  |                                                                                                   |  |  |  |  |  |  |  |  |  |  |  |  |  |  |  |
|  | 4. Pierre Eugène de Bauffremont (1843-1917) 6e duc de Bauffremont                                 |  |  |  |  |  |  |  |  |  |  |  |  |  |  |  |
|  |                                                                                                   |  |  |  |  |  |  |  |  |  |  |  |  |  |  |  |
|  |                                                                                                   |  |  |  |  |  |  |  |  |  |  |  |  |  |  |  |
|  | 18. Augustin Pierre, comte de La Feuillade                                                        |  |  |  |  |  |  |  |  |  |  |  |  |  |  |  |
|  |                                                                                                   |  |  |  |  |  |  |  |  |  |  |  |  |  |  |  |
|  |                                                                                                   |  |  |  |  |  |  |  |  |  |  |  |  |  |  |  |
|  | 9. Noémie d'Aubusson de La Feuillade (1826-1904)                                                  |  |  |  |  |  |  |  |  |  |  |  |  |  |  |  |
|  |                                                                                                   |  |  |  |  |  |  |  |  |  |  |  |  |  |  |  |
|  |                                                                                                   |  |  |  |  |  |  |  |  |  |  |  |  |  |  |  |
|  | 19. Blanche Rouillé du Coudray                                                                    |  |  |  |  |  |  |  |  |  |  |  |  |  |  |  |
|  |                                                                                                   |  |  |  |  |  |  |  |  |  |  |  |  |  |  |  |
|  |                                                                                                   |  |  |  |  |  |  |  |  |  |  |  |  |  |  |  |
|  | 2. Théodore de Bauffremont (1879-1945) 7e duc de Bauffremont                                      |  |  |  |  |  |  |  |  |  |  |  |  |  |  |  |
|  |                                                                                                   |  |  |  |  |  |  |  |  |  |  |  |  |  |  |  |
|  |                                                                                                   |  |  |  |  |  |  |  |  |  |  |  |  |  |  |  |
|  | 10. José María Osório de Moscoso y Carvajal (1828-1881) 16e duc de Sessa                          |  |  |  |  |  |  |  |  |  |  |  |  |  |  |  |
|  |                                                                                                   |  |  |  |  |  |  |  |  |  |  |  |  |  |  |  |
|  |                                                                                                   |  |  |  |  |  |  |  |  |  |  |  |  |  |  |  |
|  | 5. Maria Cristina Osorio de Moscoso y de Borbón (1850-1904)                                       |  |  |  |  |  |  |  |  |  |  |  |  |  |  |  |
|  |                                                                                                   |  |  |  |  |  |  |  |  |  |  |  |  |  |  |  |
|  |                                                                                                   |  |  |  |  |  |  |  |  |  |  |  |  |  |  |  |
|  | 22. François de Paule de Bourbon (1794-1865)                                                      |  |  |  |  |  |  |  |  |  |  |  |  |  |  |  |
|  |                                                                                                   |  |  |  |  |  |  |  |  |  |  |  |  |  |  |  |
|  |                                                                                                   |  |  |  |  |  |  |  |  |  |  |  |  |  |  |  |
|  | 11. Louise-Thérèse d'Espagne infante d'Espagne                                                    |  |  |  |  |  |  |  |  |  |  |  |  |  |  |  |
|  |                                                                                                   |  |  |  |  |  |  |  |  |  |  |  |  |  |  |  |
|  |                                                                                                   |  |  |  |  |  |  |  |  |  |  |  |  |  |  |  |
|  | 23. Louise de Bourbon-Siciles (1804-1844)                                                         |  |  |  |  |  |  |  |  |  |  |  |  |  |  |  |
|  |                                                                                                   |  |  |  |  |  |  |  |  |  |  |  |  |  |  |  |
|  |                                                                                                   |  |  |  |  |  |  |  |  |  |  |  |  |  |  |  |
|  | 1. Jacques de Bauffremont (1922-2020) 8e duc de Bauffremont                                       |  |  |  |  |  |  |  |  |  |  |  |  |  |  |  |
|  |                                                                                                   |  |  |  |  |  |  |  |  |  |  |  |  |  |  |  |
|  |                                                                                                   |  |  |  |  |  |  |  |  |  |  |  |  |  |  |  |
|  | 3. Thérèse Chevrier (1877-1959) ou Thérèse Octavie Walter-Chevrier de La Bouchardière (1877-1959) |  |  |  |  |  |  |  |  |  |  |  |  |  |  |  |
|  |                                                                                                   |  |  |  |  |  |  |  |  |  |  |  |  |  |  |  |
|  |                                                                                                   |  |  |  |  |  |  |  |  |  |  |  |  |  |  |  |